# 万代島
万代島（ばんだいじま）は、新潟県新潟市中央区の町名。丁目はなく、住居表示実施済み区域。郵便番号は950-0078。

## 概要
1968年（昭和43年）の住居表示実施に伴い新設された町。信濃川の右岸、柳都大橋下流側に位置する。
大型ホールやコンベンション施設などを内包する朱鷺メッセや、佐渡汽船のフェリーターミナルがあり、対岸の地域には旧新潟魚市場の跡地に整備された専門店複合型商業施設「にぎわい市場 ピアBandai」がある。いずれの施設もみなとオアシスに登録されている。
ウォーターフロント開発が進められており、2018年に公表された「新潟都心の都市デザイン」では「水辺ゾーン」に位置づけられたほか、翌年公表された「万代島地区将来ビジョン」においては長期的な取り組みとして信濃川左岸の新潟市歴史博物館「みなとぴあ」と万代島を結ぶ歩道橋の新設や、モノレール等の軌道系交通システムやZippar等の都市索道の導入が検討されている。

### 隣接している町字
北から東回り順に、以下の町字と隣接する。
- 万代
- 三和町
- 沼垂西

※ 信濃川を挟んで緑町、柳島町、下大川前通、竜が島と隣接。

## 小・中学校の学区
市立小・中学校に通う場合、学区は以下の通りとなる。
| 街区 | 小学校                 | 中学校             |
| ---- | ---------------------- | ------------------ |
| 全域 | 新潟市立万代長嶺小学校 | 新潟市立宮浦中学校 |

## 主な企業・施設
旧中州側
- 朱鷺メッセ
  - 新潟コンベンションセンター
  - 万代島ビル
    - 新潟県立万代島美術館
- ときめきラーメン万代島[11]。
- 佐渡汽船新潟港ターミナル
  - 佐渡汽船シップメンテナンス

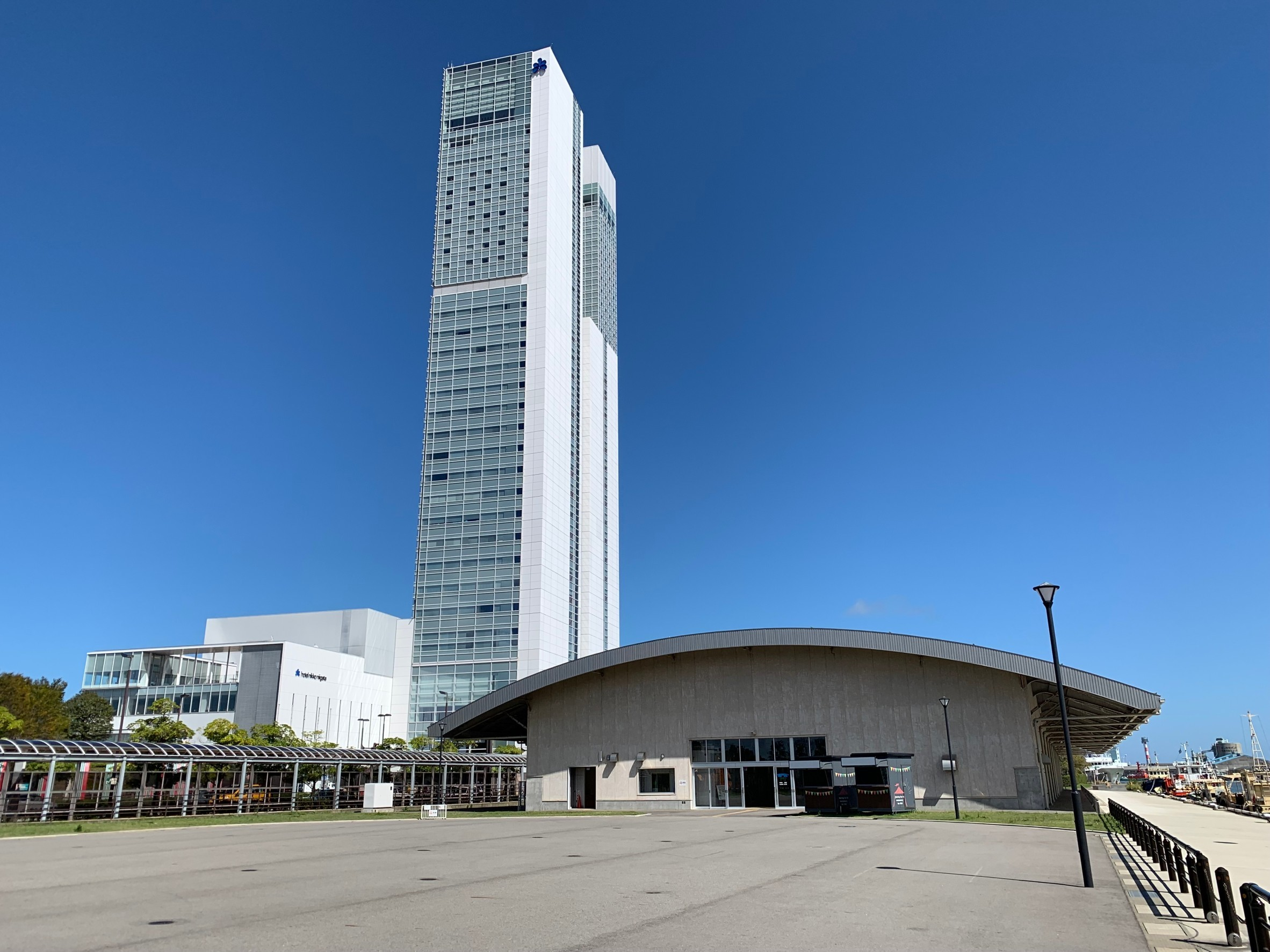
朱鷺メッセと万代島多目的広場「大かま」（2021年9月）

- 万代島多目的広場（屋内広場「大かま」・屋外広場）

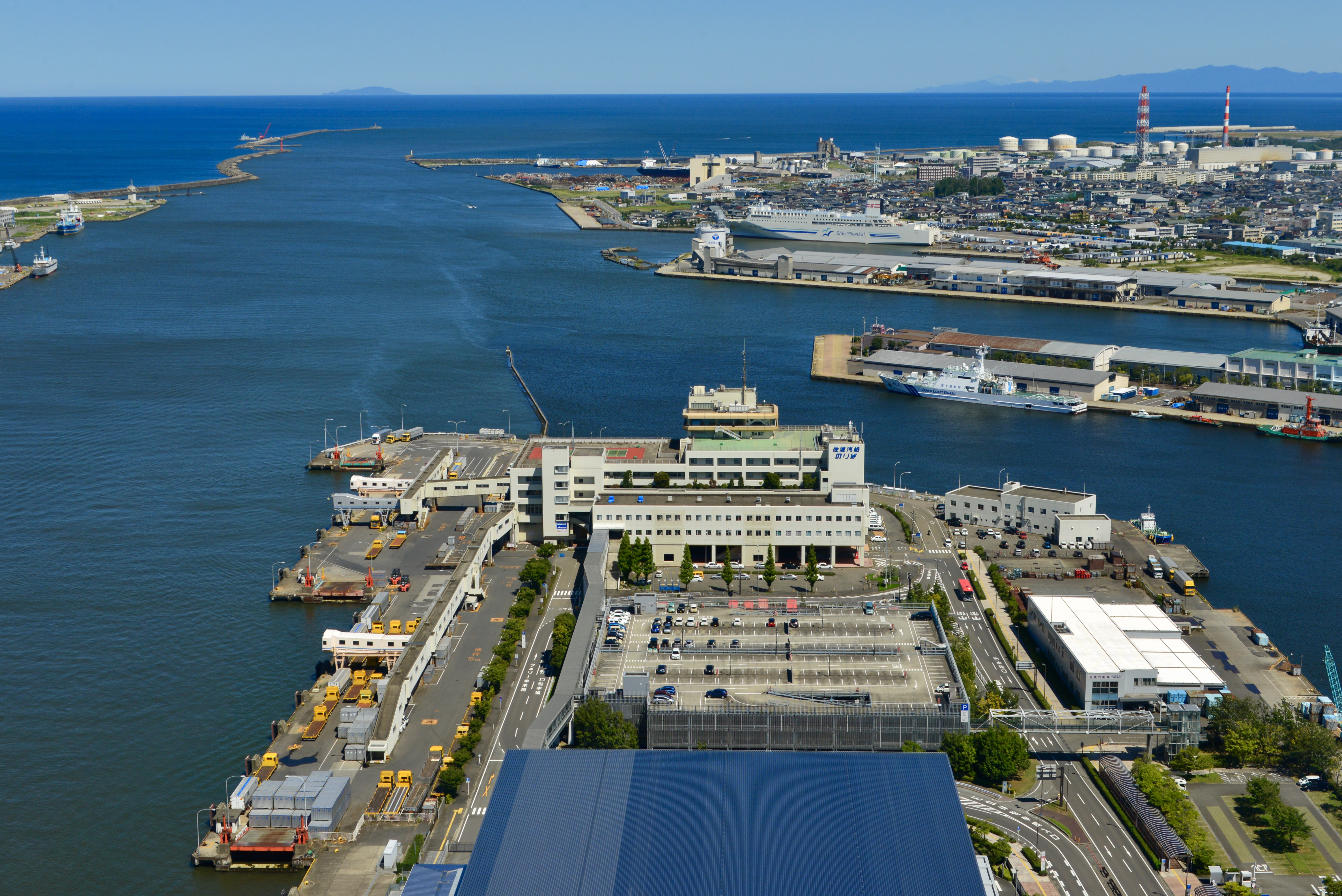
佐渡汽船フェリーターミナル(2020年)

- 佐渡汽船フェリーターミナル(2020年)ウォーク＆ジョグポート万代島 - 2020年オープン[12]。

右岸側
- 東和造船
- 大倉漁業
- にぎわい市場 ピアBandai
- 新潟県水産会館
- 新潟漁業協同組合
  - 水産物物揚場
  - 第二冷凍工場
- 北冷モールド新潟営業所

## 歴史
万代地区で最も信濃川の下流側に位置する万代島は元々、萬代橋の右岸下流側に存在した信濃川の中州であった。昭和初期の埋立てによって右岸側と陸続きとなり、新潟港（現在の同港西港区）の区域の一部として、戦前から戦後にかけて貨物駅や魚市場などの港湾施設が置かれた。1969年（昭和44年）に新港区として東港区が開港以降、西港区の貨物港としての役割が縮小した事から、万代島では1980年代以降、本格的な都市開発が進められている。

### 年表
- 1968年（昭和43年） - 住居表示実施に伴い、流作場（りゅうさくば）の一部などから万代島を新設。
- 2003年（平成15年）5月1日 - 朱鷺メッセが開業。
- 2007年（平成19年）4月1日 - 新潟市の政令指定都市移行により、中央区の町となる。
- 2018年（平成30年）
  - 3月10日 - 万代島多目的広場の屋内広場が開館する[13]。
  - 6月14日 - 万代島多目的広場の屋外広場が完成する[14]。

## 交通

### 道路
- 柳都大橋（国道7号）
- 東港線（国道113号）

### バス
- 新潟交通グループ路線バス 佐渡汽船線
- 新潟市観光循環バス
- 新潟交通路線バス E2 空港・松浜線
- 新潟交通路線バス E3 河渡線
- 新潟交通路線バス みなと みなと循環線

※ 佐渡汽船線のみ朱鷺メッセ側を経由する。その他は東港線側のみ。

### 水上バス
- 信濃川ウォーターシャトル
  - 朱鷺メッセ前のりば